# Авга (монголы)
Авга, абга (монг. Авга, Абга) — этнос, входящий в состав южных монголов. Проживают на территории хошуна Абга-Ци и городского уезда Шилин-Хото аймака Шилин-Гол Внутренней Монголии. Родовые названия с корнем «авга, абга» отмечены в составе многих других монгольских народов.

## История
Этноним «авга» уходит вглубь истории, вплоть до сяньби, о чём свидетельствует в своей работе Г. Сухбаатар, первым же такую трактовку предложил Л. Базен сравнивая с «абга, авга» сяньбийский аймак Афугань.
С XIII до начала XX вв. племенами авга и авганары управляли младший брат Чингисхана — Бэлгутэй и его потомки. В монгольских словарях написано: «братья по отцовской линии называются „авга“». Авга — родовое название, образованное в результате соединения двух слов abu (аав) — отец + ag-a (ах) — брат. Поскольку Бэлгутэй приходился детям Чингисхана дядей (авга), соответственно, подданное ему племя — «племя дяди» — было названо авгутами, племенем авганаров. Авга и авганары появились в XIII в. из людей, пожалованных Чингисханом своему брату Бэлгутэю. Часть их смешалась не только с монголоязычными племенами — ойратами, халхами, бурятами, внутренними монголами и калмыками, но и вошла в состав туркменов, теленгитов и эвенков, ассимилировалась с ними и образовала один род.
Во времена империи Мин на территории современного аймака Шилин-Гол Внутренней Монголии находились кочевья потомка в 17-м колене Бэлгутэя — брата Чингисхана, поэтому местные монголы носили название «абганар, авганар» (в переводе с монгольского «абга, авга» означает «дядя по отцу»). Когда в первой половине XVII в. монголы покорились маньчжурам, то последние ввели среди монголов свою восьмизнамённую систему, и авганары были разделены на два «знамени» (по-монгольски — хошуна): Абганар-Цзоици («Хошун абганаров левого крыла») и Абганар-Юици («Хошун абганаров правого крыла»), командовали «крыльями» князья в ранге «бэйлэ». Помимо авганаров, здесь также проживали племена авга и хоцит (хучит).
При Китайской республике система управления монголами не менялась, однако после установления власти коммунистов начались изменения административного деления. Весной 1949 года хошуны Абганар-Цзоици (阿巴哈纳尔左翼旗), Абга-Цзоици (阿巴嘎左翼旗) и Хоцит-Юици (浩齐特右翼旗) были объединены в Чжунбу-Ляньхэци (中部联合旗, «Объединённый хошун центральных племён»), а Абганар-Юици (阿巴哈纳尔右翼旗) попал в Сибу-Ляньхэци (西部联合旗, «Объединённый хошун западных племён»). 26 мая 1952 года Чжунбу-Ляньхэци и Сибу-Ляньхэци были объединены в хошун Сибу-Ляньхэци.
3 июля 1956 года решением Госсовета КНР хошун Сибу-Ляньхэци был переименован в Абга-Ци, а 21 августа того же года из его состава был выведен Шилин-Хото, перешедший в непосредственное подчинение правительству аймака.
Что касается авгутов среди халхов и бурят, они, видимо, появились в XV—XVII вв. из числа авгутов — южных монголов, которыми управляли потомки Бэлгутэя. Когда авгуты, обитавшие под покровительством халхаского Сэцэн-хана в бассейне рек Керулен и Халх гол, вошли в состав Цинского государства в 1680-х гг., от них более 1000 семей остались среди халхов и баргутов. Таким образом, родовое название авга со временем стало этническим наименованием. Что касается слова авгачууд, то оно образовано присоединением к основе слова авга аффикса -чууд. Также с добавлением аффиксов -д, -с и -нар получились авгад, авгас и авга нар.
Среди бурят имеется род ашибагат (ашихават), название которого образовалась в результате присоединения двух монгольских слов: ач — внук (у бурят — ag aši), племянник и авгад (ači + abаγad).

## Расселение
В настоящее время авга и авганары проживают на территории хошуна Абга-Ци и городского уезда Шилин-Хото аймака Шилин-Гол Внутренней Монголии.
В Монголии авга, авгас, авгад, авгуты-тайджи (авга тайж нар), авга хариады и авгуты — проживают в сомонах Хөх морьт, Тайшир Гоби-Алтайского аймака; сомонах Нөмрөг, Цагаанхайрхан и Отгон Завханского аймака; сомоне Шинэ-Идэр Хубсугульского аймака; сомонах Гурван булаг, Баянбулаг Баянхонгорского аймака, сомоне Хутаг-Өндөр Булганского аймака; сомонах Даланжаргалан, Айраг, Иххэт Восточно-Гобийского аймака; сомонах Баян дун, Халхгол Восточного аймака; сомонах Цагаандэлгэр, Дэрэн, Говь-Угтаал Сүхбаатарского аймака; сомонах Мөнгөнморьт, Эрдэнэ, Баян, Баяндэлгэр, Баянцагаан, Баянчандмань, Арбулаг, Сэргэлэн, Аргалан Центрального аймака; сомонах Дадал, Норовлин, Жаргалтхаан и Дархан Хэнтэйского аймака; сомонах Наранбулаг, Хяргас Убсунурского аймака; сомонах Мянгад, Эрдэнэбурэн, Манхан Кобдоского аймака.
Род авга входит в состав халха-монголов и других монгольских народов. О широком распространении в Монголии племен с корнем «абга, авга», «awãgã» (абгатууд, баруун абга, зуун абга, а также собственно абга) свидетельствует одна из карт Этнолингвистического атласа МНР. Абаганары известны среди калмыков. В составе дербетов, баятов, олётов — авгас. Род авгас также входит в состав басигитов, субэтноса мянгатов. В работе Х. Нямбуу в списке подразделений баргутов также упоминается малое племя авгачуул. Среди узумчинов — авгачин; хотогойтов — авгас.
Среди бурят отмечены следующие роды: абгад (авгад) среди селенгинских бурят и в частности среди табангутов; ашибагад (ашаабагад) среди булагатов, табангутов, нижнеудинских, балаганских, кудинских, кударинских и селенгинских бурят; абаганад (абагануд) среди булагатов, харанутов (род авганат-харанут), эхиритов, атаганов, кудинских, кударинских и селенгинских бурят. В составе селенгинских бурят также отмечено родовое название абагад-абгоцол. В составе хори-бурятского рода харгана отмечен хухур (подрод) абга. Среди сонголов Монголии упоминается род ашаавгад сонгоол (ашибагад сонгоол). В составе хамниганского рода мунгал значится подразделение асивагат.
На территории Селенгинского аймака Монголии среди бурят проживают носители родовых имен: ач абгад, ашибагад. Потомки ашибагатов, проживающие на территориях Хубсугульского, Забханского, Архангайского, Булганского, Центрального аймаков Монголии, ныне являются носителями этнонима хариад. В составе хариадов значатся роды: ач хариад, авга хариад, баруун хариад (западные хариады), зуун хариад (восточные хариады), дунд хариад (средние хариады), сахлаг цагаан хариад.
Указанные группы абага — часть древнего этноса, сохранившего свое наименование и принявшего участие в формировании как халха-монголов, ойратов, монголов Внутренней Монголии, моголов Афганистана, так и в формировании современных баргутов и бурят.